# Carlo VII di Baviera
Carlo Alberto di Baviera (Bruxelles, 6 agosto 1697 – Monaco di Baviera, 20 gennaio 1745) è stato imperatore del Sacro Romano Impero e duca di Baviera.
Fu duca di Baviera con il nome di Carlo I dal 1726 al 1745 e, brevemente (dal 1741 al 1743) re di Boemia come Carlo III. Alla morte dell'imperatore Carlo VI del Sacro Romano Impero nel 1740 rivendicò per sé il trono imperiale e l'arciducato d'Austria per via del suo matrimonio con Maria Amalia d'Asburgo, nipote di Carlo VI d'Asburgo. Per queste pretese di successione, innescò la guerra di successione austriaca contro Maria Teresa d'Austria, figlia del defunto imperatore, anch'ella pretendente al trono.
Nel 1742, quando appariva destinato a vincere il conflitto, ottenne l'elezione a imperatore col nome di Carlo VII, mantenendo tale titolo sino alla propria morte nel 1745; il suo fu un regno breve e tormentato dalla guerra di successione e dal fatto che le numerose potenze che avevano accettato la prammatica sanzione si rifiutavano di riconoscerlo come legittimo. Egli inoltre dovette subire l'occupazione della nativa Baviera ad opera delle truppe a lui avversarie. La sua scelta lo rese l'unico non asburgico sul trono imperiale dal 1437 e - quattro secoli dopo il suo progenitore Ludovico IV - il terzo Wittelsbach sul trono del Re dei Romani. Alla sua morte, alla carica imperiale venne eletto Francesco Stefano di Lorena, marito di Maria Teresa, che istituì la casata degli Asburgo-Lorena.
A livello artistico, il regno di Carlo Alberto rappresentò il culmine del rococò in Baviera.

## Biografia

### I primi travagliati anni di vita

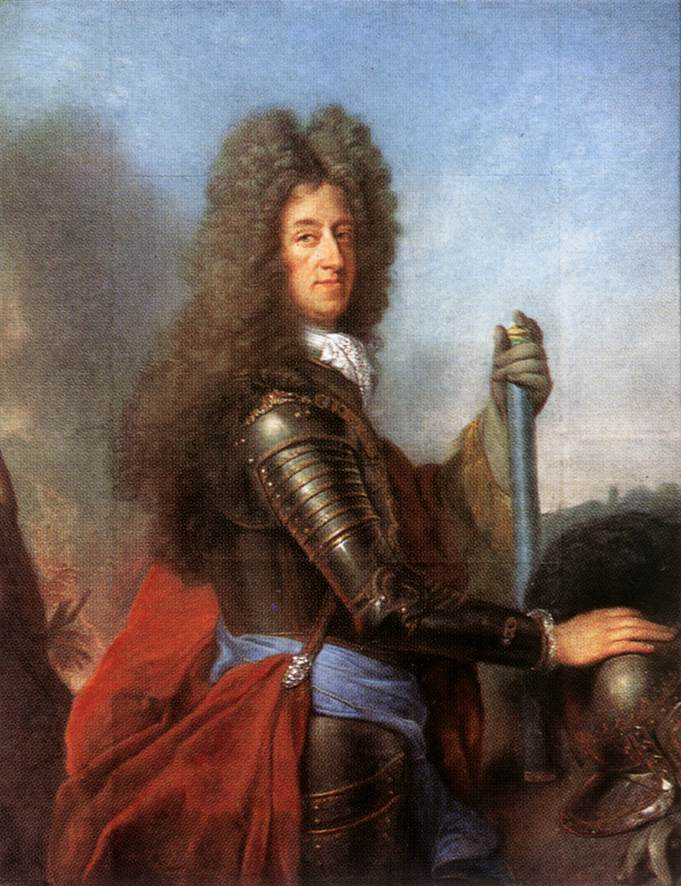
Il principe-elettore Massimiliano II Emanuele di Baviera, padre di Carlo Alberto, si alleò coi francesi di Luigi XIV e creò le basi per i quindici anni di "prigionia dorata" del piccolo Carlo alla corte austriaca

Carlo Alberto era figlio del principe-elettore Massimiliano II Emanuele di Baviera e della sua seconda moglie Teresa Cunegonda di Polonia, figlia del re polacco Giovanni III Sobieski.
Nacque a Bruxelles, dal momento che suo padre si trovava in quella città come governatore dei Paesi Bassi spagnoli, ma già dal 1701, con lo scoppio della guerra di successione spagnola, fu costretto a riparare con la famiglia a Monaco di Baviera.
Fu in quell'anno, infatti, che suo padre si alleò con la Francia di Luigi XIV nella speranza di ottenere dei vantaggi per la Baviera e soprattutto di poter finalmente sconfiggere l'Austria: l'obiettivo principale era per proporsi come nuovo imperatore del Sacro Romano Impero ai principi tedeschi, presso i quali, però, riuscì solo a guadagnarsi la nomea di traditore.
La Baviera, nel contempo, venne occupata dall'Austria e Massimiliano II Emanuele dovette riparare in esilio in Francia.
I suoi figli furono tenuti in ostaggio da Giuseppe I presso la corte austriaca e anche Carlo Alberto venne educato con i suoi fratelli a Klagenfurt e a Graz.
Al termine della guerra di successione spagnola nel 1715, Massimiliano II Giuseppe ottenne la grazia di poter rientrare come sovrano in Baviera, prestando giuramento di fedeltà all'imperatore; vennero così liberati anche i suoi figli e la moglie.
A partire dal 3 dicembre 1715 il giovane Carlo Alberto, ormai in età formalmente da reggenza, intraprese il suo Grand Tour, recandosi in Italia. Fece ritorno in patria nel 1716, per poi partire con un contingente bavarese nel 1717 in una spedizione contro i turchi.
Soggiornando alla corte viennese, conobbe e poi sposò nel 1722 Maria Amalia d'Asburgo, figlia minore dell'imperatore Giuseppe I e perciò cugina dell'arciduchessa d'Austria e regina d'Ungheria-Boemia, Maria Teresa d'Austria. Per questo matrimonio vennero indette feste grandiose a Monaco di Baviera, anche perché esso era interpretato come segno di una riappacificazione tra Austria e Baviera. Il contratto matrimoniale, però, richiedeva anche che Carlo Alberto rinunciasse formalmente a qualsiasi pretesa sui possedimenti asburgici.
Nel settembre del 1725 si recò in rappresentanza ufficiale per la Baviera alle nozze di Luigi XV di Francia, occasione che gli consentì di riprendere i rapporti col regno francese, coerentemente con gli indirizzi della politica paterna.

### Principe-Elettore

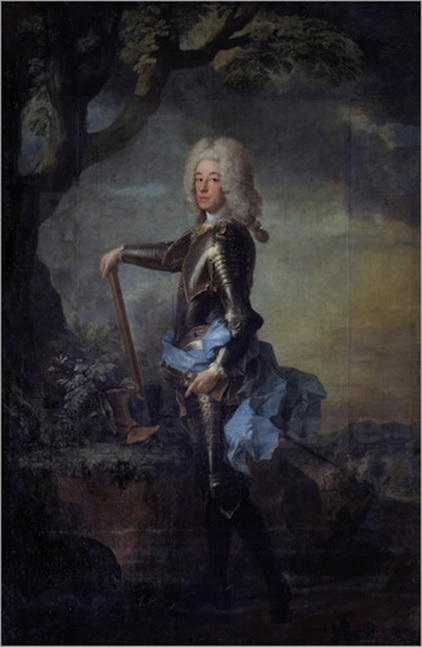
Carlo Alberto, principe-elettore di Baviera

Alla morte di suo padre, il 26 gennaio 1726, Carlo Alberto gli succedette come principe elettore di Baviera. Negli anni immediatamente successivi egli proseguì sostanzialmente la politica paterna di ritrovata fedeltà agli Asburgo d'Austria e si occupò attivamente dell'arricchimento e dell'abbellimento del proprio stato; in particolare, fece allestire il parco di Nymphenburg, in cui fece inserire il padiglione di caccia, detto Amalienburg in onore della moglie. Per la propria amante, la baronessa Morawitzki Topor, fece costruire il Palais Porcia a Monaco e poi la fece sposare a un principe tedesco. Da un'altra delle sue amanti, Sophie Caroline von Ingelheim, ebbe nel 1723 un figlio illegittimo, Francesco Ludovico, al quale venne riconosciuto il titolo di conte di Holnstein e la disponibilità dell'omonimo palazzo a Monaco di Baviera.
Malgrado la sua politica fosse tutta orientata a favorire gli Asburgo, gli storici sono concordi nel ritenere che tali azioni gli servissero unicamente da copertura per il suo vero piano, ovvero ottenere la corona imperiale per sé e per i propri discendenti. Ciò che gli impediva di entrare in gioco direttamente in quel frangente contro la corte imperiale era la mancanza di denaro, la mancanza di truppe adeguate e l'insicurezza del sostegno delle potenze straniere alle sue mosse. Nel 1727, sempre per questo scopo, rinnovò l'alleanza con la Francia.
Nel 1729 fondò l'Ordine di San Giorgio ed in quello stesso anno iniziò la costruzione della fortezza di Rothenberg. La sua politica accorta gli consentì di parteggiare per la Francia durante la guerra di successione polacca, ma nel contempo di fornire truppe all'imperatore nella sua guerra contro gli ottomani.

### Imperatore

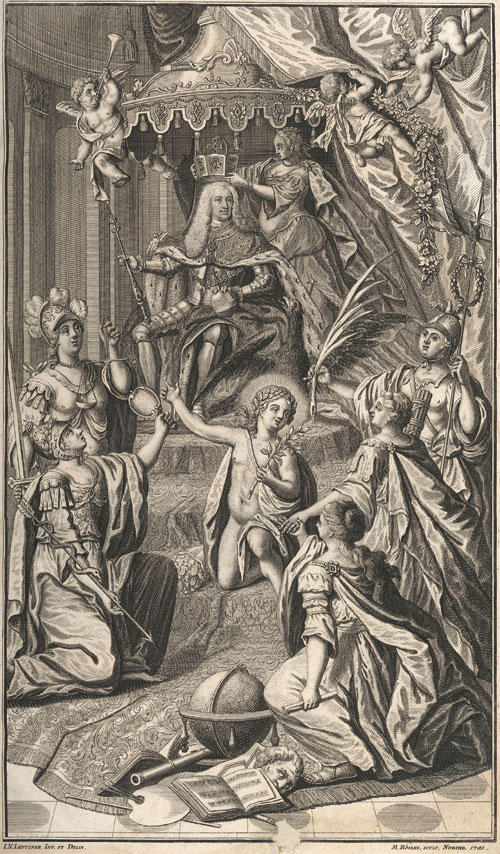
Allegoria dell'incoronazione di Carlo VII a imperatore del Sacro Romano Impero

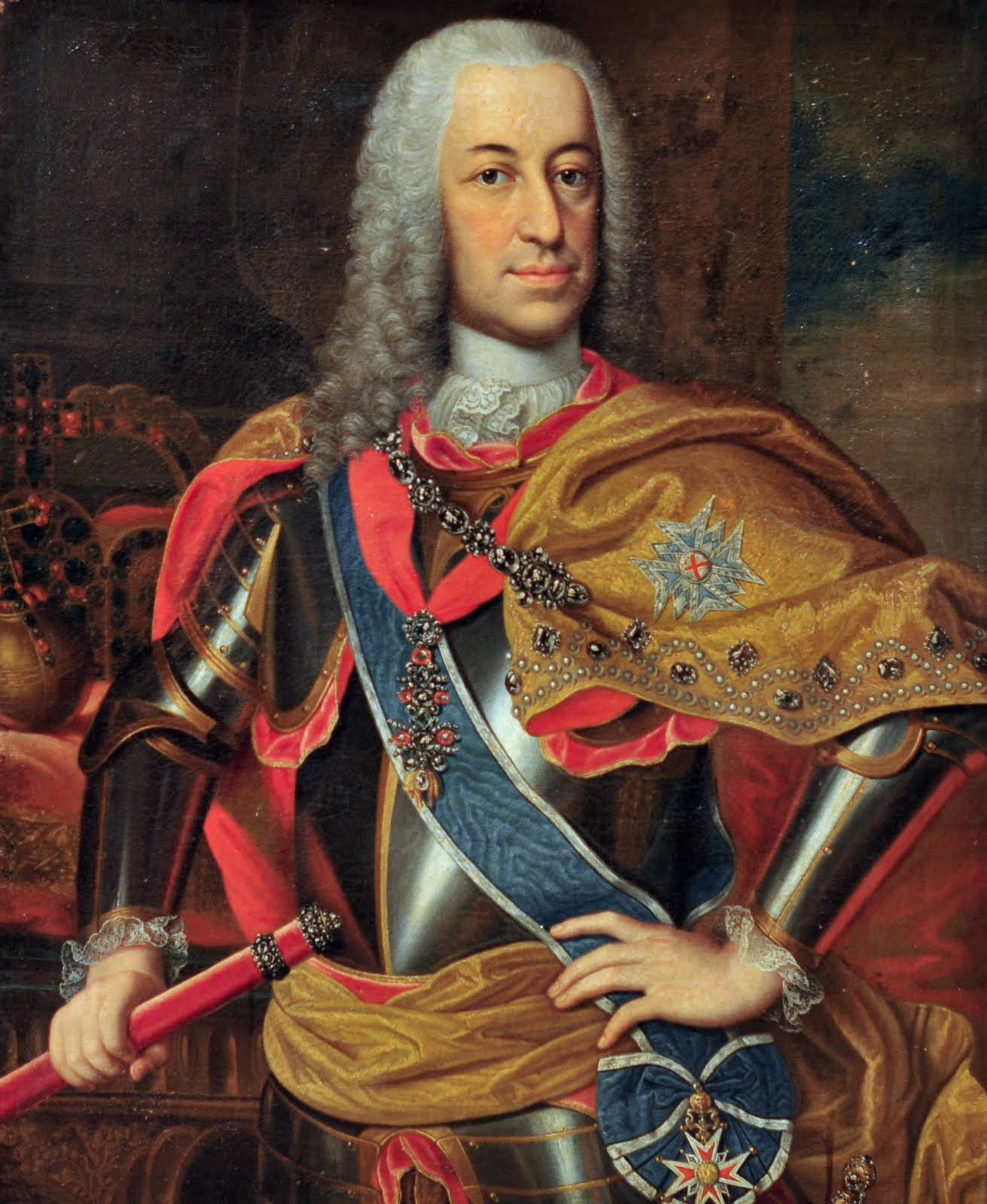
Ritratto dell'imperatore Carlo VII, opera di George Desmarées

Secondo le disposizioni di Leopoldo I, padre degli imperatori Giuseppe I e Carlo VI, in caso di mancanza di successori maschi le figlie di Giuseppe I avrebbero dovuto prevalere su quelle di Carlo VI. Ma nell'atto del matrimonio Maria Amalia aveva rinunciato ai suoi diritti e Carlo Alberto aveva riconosciuto la Prammatica Sanzione, che annullava le disposizioni di Leopoldo I. Tuttavia Carlo VII protestò contro la Prammatica Sanzione e, alla morte di Carlo VI, avanzò pretese sugli stati ereditari d'Austria. Conquistata con l'aiuto francese Praga, il 7 dicembre 1741 venne nominato re di Boemia e il 12 febbraio 1742 incoronato imperatore del Sacro Romano Impero con il nome di Carlo VII, dopo due anni di vacanza della carica seguiti al decesso di Carlo VI. Subito dopo l'incoronazione, però, gli austriaci occuparono la Baviera ed egli dovette fuggire, ritrovandosi, a dispetto dei titoli, in condizioni tali da indurlo a paragonarsi al biblico Giobbe. La sua ascesa al trono imperiale fu favorita dal maresciallo Belle-Isle.
L'anno successivo Carlo Alberto affidò l'esercito bavarese al feldmaresciallo Friedrich Heinrich von Seckendorff. L'intervento di Federico II di Prussia, che aprì la seconda guerra di Slesia nell'agosto del 1744, sembrò dare un po' di respiro alla Baviera, dalla quale le truppe austriache dovettero ritirarsi, consentendo il rientro di Carlo Alberto. Tuttavia si trattò solo di una breve pausa, poiché poco dopo gli austriaci la rioccuparono e Carlo Alberto si sottrasse a mala pena alla cattura da parte del nemico. La Baviera fu però liberata nel 1744 dagli alleati francesi e Carlo VII poté così ritornare nella sua capitale.
Alla sua morte, avvenuta il 20 gennaio 1745, causata dalla grave gotta che lo affliggeva, venne sepolto nella Chiesa dei Teatini di Monaco di Baviera, mentre il suo cuore venne sepolto nella Gnadenkapelle di Altötting.
Fu il figlio Massimiliano Giuseppe, suo successore come elettore e duca di Baviera, a chiudere il conflitto con l'Austria, sottoscrivendo, pochi mesi dopo la morte del padre, il trattato di Füssen (22 aprile 1745).

## Cultura
Il regno di Carlo Alberto fu il culmine dell'era rococò bavarese. Il castello di Nymphenburg fu completato durante il suo regno: il gran circolo (Schlossrondell) delle dimore barocche erette lì era inteso come punto di partenza per una nuova città (Carlstadt), ma questo non avvenne. Carlo Alberto dimorò lì e il palazzo divenne la residenza estiva preferita dei sovrani di Baviera. Per la Residenza di Monaco, Carlo Alberto ordinò la costruzione della Galleria Ancestrale e delle Sale Ornate. Acquistò il Palazzo Porcia nel 1731 e fece restaurare la villa in stile rococò nel 1736 per una delle sue amanti, la contessa Topor-Morawitzka; la villa prese il nome dal marito della contessa, il principe Porcia. Ordinò anche a François de Cuvilliés, capo architetto della corte, di costruire il Palazzo Holnstein per un'altra sua amante, Sophie Caroline von Ingenheim, la contessa Holnstein, tra il 1733 e il 1737. Cuvilliés costruì l'Amalienburg a Monaco anche per Carlo Alberto e sua moglie Maria Amalia, un elaborato casino di caccia progettato in stile rococò tra il 1734 e il 1739. Tra gli artisti bavaresi più dotati ai tempi di Carlo Alberto vi furono Johann Michael Fischer, Cosman Damian e Egid Quirin Asam, Johann Michael Feuchtmayer, Matthäus Günther, Johann Baptist Straub e Johann Baptist Zimmermann.

## Matrimonio ed eredi
Dal matrimonio con Maria Amalia d'Asburgo nacquero i seguenti figli:
| Nome                                                          | Ritratto | Nascita         | Morte            | Note                                                                        |
| ------------------------------------------------------------- | -------- | --------------- | ---------------- | --------------------------------------------------------------------------- |
| Massimiliana Maria                                            |          | 1723            | 1723             | Morì durante l'infanzia                                                     |
| Maria Antonia di Baviera Elettrice di Sassonia                |          | 18 luglio 1724  | 23 aprile 1780   | Sposò nel 1747 Federico Cristiano di Sassonia, ebbe figli                   |
| Teresa Benedetta di Baviera                                   |          | 6 dicembre 1725 | 29 marzo 1743    | Morì nubile                                                                 |
| Massimiliano III Giuseppe Elettore di Baviera                 |          | 28 marzo 1727   | 30 dicembre 1777 | Sposò nel 1747 Maria Anna Sofia di Sassonia, senza figli                    |
| Giuseppe Luigi Leone                                          |          | 25 agosto 1728  | 2 dicembre 1733  | Morì durante l'infanzia                                                     |
| Maria Anna Giuseppa di Baviera Margravina di Baden-Baden      |          | 7 agosto 1734   | 7 maggio 1776    | Sposò nel 1755 Luigi Giorgio, Margravio di Baden-Baden, senza figli         |
| Maria Giuseppa di Baviera Imperatrice del Sacro Romano Impero |          | 30 marzo 1739   | 28 maggio 1767   | Sposò nel 1765 Giuseppe II, Imperatore del Sacro Romano Impero, senza figli |

Ebbe inoltre anche un figlio illegittimo da Sophie Caroline von Ingelheim:
- Francesco Ludovico von Holnstein (1723-1780), che sposò Anna Marie zu Löwenfeld, figlia illegittima di Clemente Augusto di Baviera, arcivescovo di Colonia.

## Ascendenza
|                                               |                |                                     | Genitori                              |  |  | Nonni |  |  | Bisnonni                            |  |  | Trisnonni              |  |
|                                               |                |                                     |                                       |  |  |       |  |  | Massimiliano I, elettore di Baviera |  |  | Guglielmo V di Baviera |  |
|                                               |                |                                     |                                       |  |  |       |  |  | Massimiliano I, elettore di Baviera |  |  | Guglielmo V di Baviera |  |
|                                               |                | Renata di Lorena                    |                                       |  |  |       |  |  | Massimiliano I, elettore di Baviera |  |  |                        |  |
| Ferdinando Maria, Elettore di Baviera         |                |                                     |                                       |  |  |       |  |  | Massimiliano I, elettore di Baviera |  |  |                        |  |
|                                               |                | Maria Anna d'Asburgo                | Ferdinando II del Sacro Romano Impero |  |  |       |  |  |                                     |  |  |                        |  |
|                                               |                | Maria Anna d'Asburgo                | Ferdinando II del Sacro Romano Impero |  |  |       |  |  |                                     |  |  |                        |  |
|                                               |                | Maria Anna d'Asburgo                | Maria Anna di Baviera                 |  |  |       |  |  |                                     |  |  |                        |  |
| Massimiliano II Emanuele, Elettore di Baviera |                | Maria Anna d'Asburgo                |                                       |  |  |       |  |  |                                     |  |  |                        |  |
|                                               |                | Vittorio Amedeo I di Savoia         | Carlo Emanuele I di Savoia            |  |  |       |  |  |                                     |  |  |                        |  |
|                                               |                | Vittorio Amedeo I di Savoia         | Carlo Emanuele I di Savoia            |  |  |       |  |  |                                     |  |  |                        |  |
|                                               |                | Vittorio Amedeo I di Savoia         | Caterina Michela d'Asburgo            |  |  |       |  |  |                                     |  |  |                        |  |
| Enrichetta Adelaide di Savoia                 |                | Vittorio Amedeo I di Savoia         |                                       |  |  |       |  |  |                                     |  |  |                        |  |
|                                               |                | Maria Cristina di Borbone-Francia   | Enrico IV di Francia                  |  |  |       |  |  |                                     |  |  |                        |  |
|                                               |                | Maria Cristina di Borbone-Francia   | Enrico IV di Francia                  |  |  |       |  |  |                                     |  |  |                        |  |
|                                               |                | Maria Cristina di Borbone-Francia   | Maria de' Medici                      |  |  |       |  |  |                                     |  |  |                        |  |
| Carlo VII, Sacro Romano Imperatore            |                | Maria Cristina di Borbone-Francia   |                                       |  |  |       |  |  |                                     |  |  |                        |  |
|                                               | Jakub Sobieski | Marek Sobieski                      |                                       |  |  |       |  |  |                                     |  |  |                        |  |
|                                               | Jakub Sobieski | Marek Sobieski                      |                                       |  |  |       |  |  |                                     |  |  |                        |  |
|                                               | Jakub Sobieski | Jadwiga Snopkowska                  |                                       |  |  |       |  |  |                                     |  |  |                        |  |
| Giovanni III Sobieski                         | Jakub Sobieski |                                     |                                       |  |  |       |  |  |                                     |  |  |                        |  |
|                                               |                | Zofia Teofillia Daniłowicz          | Jan Daniłowicz                        |  |  |       |  |  |                                     |  |  |                        |  |
|                                               |                | Zofia Teofillia Daniłowicz          | Jan Daniłowicz                        |  |  |       |  |  |                                     |  |  |                        |  |
|                                               |                | Zofia Teofillia Daniłowicz          | Zofia Żółkiewska                      |  |  |       |  |  |                                     |  |  |                        |  |
| Teresa Cunegonda Sobieska di Polonia          |                | Zofia Teofillia Daniłowicz          |                                       |  |  |       |  |  |                                     |  |  |                        |  |
|                                               |                | Henri Albert de La Grange d'Arquien | Antoine de La Grange d'Arquien        |  |  |       |  |  |                                     |  |  |                        |  |
|                                               |                | Henri Albert de La Grange d'Arquien | Antoine de La Grange d'Arquien        |  |  |       |  |  |                                     |  |  |                        |  |
|                                               |                | Henri Albert de La Grange d'Arquien | Anne d'Ancienville                    |  |  |       |  |  |                                     |  |  |                        |  |
| Maria Casimira Luisa de la Grange d'Arquien   |                | Henri Albert de La Grange d'Arquien |                                       |  |  |       |  |  |                                     |  |  |                        |  |
|                                               |                | Françoise de La Châtre              | Baptiste de La Châtre                 |  |  |       |  |  |                                     |  |  |                        |  |
|                                               |                | Françoise de La Châtre              | Baptiste de La Châtre                 |  |  |       |  |  |                                     |  |  |                        |  |
|                                               |                | Françoise de La Châtre              | Gabrielle Lamy                        |  |  |       |  |  |                                     |  |  |                        |  |
|                                               |                | Françoise de La Châtre              |                                       |  |  |       |  |  |                                     |  |  |                        |  |